# 1770년~1772년 러시아 페스트

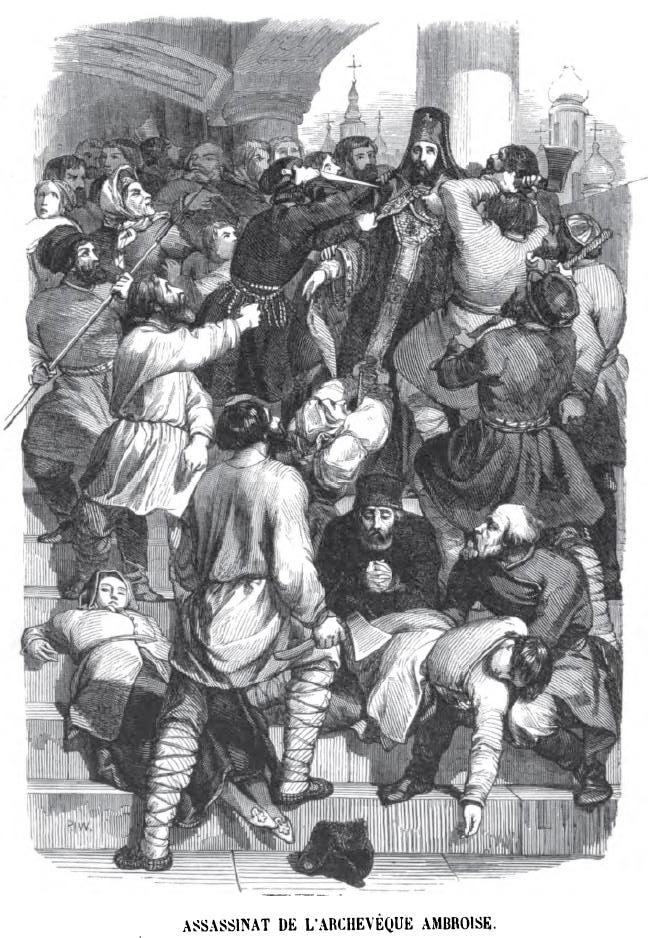
페스트 폭동 당시 암브로시우스 대주교를 때려죽이는 폭도들.

1770년~1772년 러시아 페스트 또는 1771년 페스트는 러시아에서 발생한 마지막 대규모 페스트 유행이다. 모스크바 한 곳에서만 5만-10만 명(인구의 1/6 내지 1/3)의 사람이 죽었다. 이 선페스트는 러시아-튀르크 전쟁 (1768년-1774년)의 몰도바 전선에서 시작되어 1770년 1월에 북상, 우크라이나를 거쳐 러시아 중앙까지 들어와 1771년 9월 모스크바에서 그 맹위의 절정을 찍었다. 이로 인해 당해 모스크바에서는 페스트 폭동이 발생했다. 이 페스트 유행으로 모스크바의 구(舊) 경계 너머에 공동묘지들을 새로 만들게 되면서 모스크바 지도에 변화가 생겼다.

## 같이 보기
- 제2차 페스트 범유행